# 13980 Нойгаузер
13980 Нойгаузер (13980 Neuhauser) — астероїд головного поясу, відкритий 2 липня 1992 року.
Тіссеранів параметр щодо Юпітера — 3,336.